# Zygomyia longicauda
Zygomyia longicauda är en tvåvingeart som beskrevs av Tonnoir och Edwards 1927. Zygomyia longicauda ingår i släktet Zygomyia och familjen svampmyggor. Inga underarter finns listade i Catalogue of Life.